# The Beatles
The Beatles (krajše Beatles, poslovenjeno Beatli [bítli]) so bili britanska pop in rock glasbena skupina iz Liverpoola, aktivna v 1960. letih 20. stoletja. Veljajo za najpomembnejšo, najvplivnejšo in najuspešnejšo glasbeno skupino vseh časov. Podrli so mnoge prodajne rekorde, med drugim več kot 50 uvrstitev na ameriški lestvici najbolj prodajanih singlov Hot 100, od tega 20 prvih mest. Od njihovega nastanka 1962 do danes so prodali več kot pol milijarde posnetkov, po nekaterih ocenah pa celo več kot 2 milijardi. Največ so nastopali v Liverpoolu.
Bili so prva pomembnejša rock skupina. Pomembno so vplivali na nastanek in razvoj kasnejših glasbenih skupin, tako v Britaniji kot po svetu. Mladina se je po njihovem vzoru branila striženja las, klasičnih vzgojnih prijemov in preživelih tradicij. Beatli so z leti rasli, se razvijali in postavljali modne, filozofske ter glasbene smernice. Njihovo huronsko popularnost v začetku 1960. let opisujejo z izrazom »beatlemania«.

## Zgodovina
Pesmi sta pisala predvsem Lennon in McCartney, v kasnejših letih tudi Harrison. Večino njihovih albumov je produciral George Martin. 
Skupina se je sprva imenovala Silver Beetles, kasneje so se preimenovali v The Beatles. Na začetku svoje glasbene poti so igrali po manjših lokalih in na zabavah. V obdobju 1960-1961 so se kalili v Hamburgu, kjer so izoblikovali svoj rock 'n' roll slog. V tem obdobju so spoznali menedžerja Briana Epsteina, ki je odločilno vplival na njihov izgled in glasbo. Njihova slava se je začela leta 1962 s pesmijo »Love Me Do«, ki se je povzpela na vrh glasbenih lestvic. Kot petnajstletnik jo je napisal Paul McCartney. Najprej so jo izdali na mali plošči, leta 1963 pa tudi na albumu Please, Please me. Leta 1963 se je v Veliki Britaniji že pričela Beatlomanija, množice navdušenih poslušalk so na koncertih vreščale in padale v nezavest. Leta 1964 se je histerija po nastopu v TV-oddaji Eda Sullivana razširila tudi v ZDA in drugod po svetu, kjer so nastopali. Zadnji živi koncert so odigrali v San Franciscu leta 1966, do razpada skupine leta 1970 pa so snemali studijske albume. Povod za konec njihovih nastopov v živo in turnej je bil koncert v Manili, kjer so se Beatli komaj izognili smrti. Razlog je bilo množično neodobravanje poslušalcev glede Lennonove opazke, da so Beatli bolj popularni kot Jezus Kristus. Njegove besede so bile seveda popolnoma izvzete iz konteksta in novinarji so ga skoraj dobesedno prisilili, da se je za opazko opravičil. 
Po zadnjem komercialnem nastopu v Candlestick Parku v San Franciscu 29. avgusta 1966, je skupina delovala le še v studiu, kjer so posneli svoje najvplivnejše albume: Rubber Soul, Revolver, Sgt. Pepper's Lonely Hearts Club Band, ki je po izboru revije Rolling Stone najboljši album vseh časov, Magical Mystery Tour, The Beatles (Beli album) in Abbey Road.
Beatli so se razšli leta 1970. Za njihov razdor je bilo mnogo zapletenih razlogov. Kasneje so se pojavljale špekulacije o ponovni združitvi, ki pa jih je dokončno prekinila Lennonova smrt leta 1980. Posamezni člani skupine so imeli kasneje tudi uspešne samostojne kariere, daleč najuspešnejši od vseh je Paul McCartney.

## Člani
Skupino Beatles so sestavljali:
| Glavni člani - John Lennon (1940–1980) – vokal, ritem kitara, klaviatura (1960–1969) - Paul McCartney (*1942) – vokal, bas kitara , ritem kitara, klaviatura, bobni (1960–1970) - George Harrison (1943–2001) – vokal, kitara, sitar (1960–1970) - Ringo Starr (*1940) – vokal, bobni (1962–1970) | Zgodnji člani - Pete Best – bobni, vokal (1960–1962) - Stuart Sutcliffe – bas kitara, vokal (1960–1961) - Chas Newby – bas kitara (1960–1961) - Norman Chapman – bobni (1960) - Tommy Moore – bobni (1960) Člani na turnejah - Jimmie Nicol – bobni (1964) |

Časovnica

## Diskografija
- Please Please Me (1963)
- With The Beatles (1963)
- A Hard Day's Night (1964)
- Beatles for Sale (1964)
- Help! (1965)
- Rubber Soul (1965)
- Revolver (1966)
- Sgt. Pepper's Lonely Hearts Club Band (1967)
- Magical Mystery Tour (1967)
- The Beatles, znan tudi kot The White Album (Beli album) (1968)
- Yellow Submarine (1969)
- Abbey Road (1969)
- Let It Be (1970)

## Filmografija
- A Hard Day's Night (1964)
- Help! (1965)
- Magical Mystery Tour (1967)
- Yellow Submarine (risani film, 1968)
- Let It Be (1970)